# Vagnhärad
Vagnhärad – miejscowość (tätort) w Szwecji, w regionie administracyjnym (län) Södermanland (gmina Trosa).
Miejscowość jest położona nad rzeką Trosaån w prowincji historycznej Södermanland, ok. 30 km na południe od Södertälje niedaleko drogi E4. Przez miejscowość przebiega linia kolejowa Järna – Nyköping – Åby (-Norrköping) (Nyköpingsbanan), której odcinek Järna – Nyköping oddano do użytku w 1913 r.
W 2010 r. Vagnhärad liczyło 3324 mieszkańców.